# Martí de Barcelona
Martí de Barcelona, nato Jaume Bagunyà i Casanovas (Barcellona, circa 1895 – Montcada i Reixac, 1936), è stato un religioso spagnolo.

## Biografia
Entrò nell'ordine dei cappuccini e andò al convento de cappuccini di Sarrià. Ottenne la sua laurea in storia nella Università Cattolica di Lovanio, e da 1926 diresse la rivista Estudios Franciscanos. Nel 1924 stampò la Història de la primacia de la seu de Tarragona (Storia della preminenza della sede di Tarragona), di Jaume Caresmar. Specializzato in Francesc Eiximenis, egli trascrisse la Doctrina compendiosa in 1929. Nonostante, si demostrò posteriormente che quest'opera non fu scritta direttamente per Eiximenis, ancora che ella sia ispirata nel suo pensamento e dottrine. Coi cappuccini Norbert d'Ordal e Feliu de Tarragona, egli trascrisse transcrigué trecento cinquantadue capitoli del Terç de Lo Crestià (1929-32). Egli trascrisse anche il suo interessante Ars praedicandi populo (Manuale di predicazione al popolo), scoperto da lui a Cracovia. Inoltre, egli scrisse numerosi articoli sulla società e cultura catalana medievale.Fu assassinato pei anarchici della FAI all'inizio della Guerra Civile Spagnola

## Opere

### Edizioni di opere di Francesc Eiximenis
- Doctrina Compendiosa. Barcelona. Editorial Barcino. 1929. 157 pp. (CA)

Testo e note per Martí de Barcelona, O.F.M. Cap.
“Els Nostres Clàssics”. Collezione A, 24.
- Terç del Crestià. Volum I. Barcelona. Editorial Barcino. 1929. 318 pp. (CA)

Testo e note per Martí de Barcelona e Norbert d'Ordal, O.F.M. Cap.
“Els nostres clàssics”. Collezione B, 1.
- Terç del Crestià. Volum II. Barcelona. Editorial Barcino. 1930. 302 pp. (CA)

Testo e note per Martí de Barcelona e Norbert d'Ordal, O.F.M. Cap.
“Els nostres clàssics”. Collezione B, 2.
- Terç del Crestià. Volum III. Barcelona. Editorial Barcino. 1932. 296 pp. (CA)

Testo e note per Martí de Barcelona e Feliu de Tarragona, O.F.M. Cap.
“Els nostres clàssics”. Collezione B, 4.
- L'Ars Praedicandi de Fra Francesc Eiximenis. Martí de Barcelona, O.F.M. Cap. In Homenatge a Antoni Rubió i Lluch. Miscel·lània d'Estudis Literaris, Històrics i Lingüístics. Vol. II. Barcelona. 1936. 301-40. (LA)

### Altri lavori
- Fra Francesc Eiximenis. O.M. (1340?-1409). La seva vida, els seus escrits, la seva personalitat literària. EF, XL. 1928. 437-500. (CA)
- L'Església i l'Estat segons Francesc Eiximenis (I). Criterion, VII. Ottobre-Dicembre 1931. 325-38. (CA)
- L'Església i l'Estat segons Francesc Eiximenis (II). Criterion, VIII. 1932. 337-47. (CA)
- Notes descriptives dels manuscrits medievals de la Biblioteca Nacional de Madrid. EF, XLV. 1933. 337-404. (CA)
- Catalunya vista per Francesc Eiximenis. EF, XLVI. 1934. 79-97. (CA)
- Nous documents per a la biografia d'Arnau de Vilanova. AST XI. 1935. 85-128. (CA)
- Regesta de documents arnaldians coneguts. EF, XLVII. 1935. 261-300. (CA)
- La cultura catalana durant el regnat de Jaume II. EF XCI (1990), 213-295; XCII (1991), 127-245 i 383-492. (CA)